# Фабії (рід)

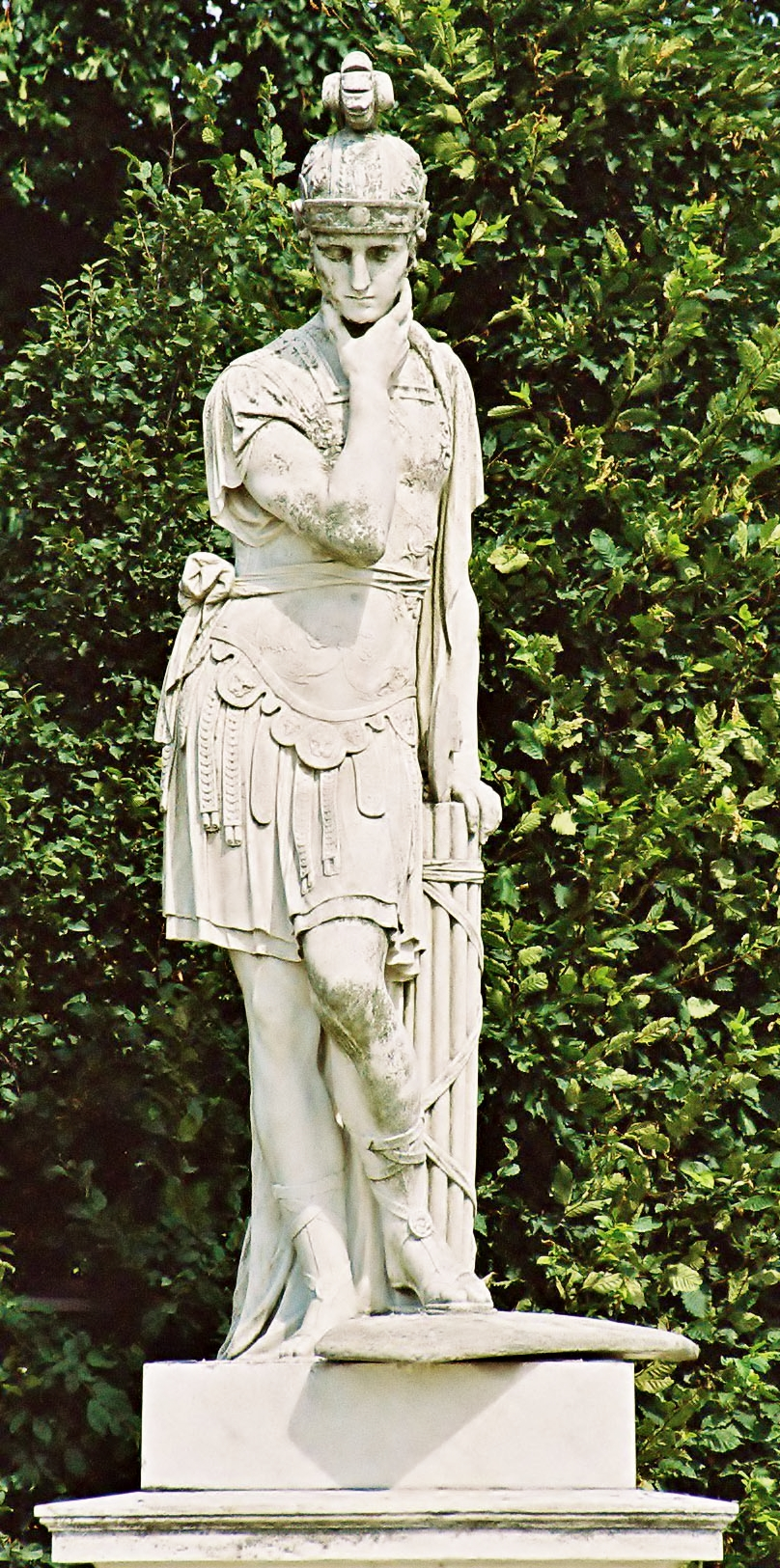
Статуя Квінта Фабія Максима Кункатора. Мармур. Відень. 1773—1780 р.р.

Фабії (лат. Fabii)  — один з найзнатніших та давніших патриціанських родів Стародавнього Риму. Своїм предком вони вважали Геркулеса.

## Історія
Свою назву дістали від різновиду квасолі. Це свідчить, що Фабії походять з сільської місцини й спочатку займалися переважно землеробством. Вони жили десь біля Риму — в Асколі або Рудії. Спочатку опікувалися Луперкаліями.
У сенаті вони очолювати консервативну партію. Були досить впливовими. На них орієнтувалися давньоримські роди Атіліїв, Манліїв, Ліциніїв, Отациліїв, Фульвіїв, Маніліїв, Огульніїв, Летаріїв.
Представники роду багато разів займали провідні магістратури у Стародавньому Римі — були 66 разів консулами, багаторазово диктаторами. Найбільший вплив мали у V—II ст. до н. е.
Особливо рід відзначився під час війни з етруським містом Вейї. Під час бою на річці Кремера загинуло 300 Фабіїв.
Гілками (когномен) роду Фабіїв були Максими, Вібулани, Амбусти, Дорсуони, Піктори, Бутеони.

## Найвідоміші представники
- Квінт Фабій Амбуст, консул 412 року до н. е., першим в роді отримав когномен Амбуст (з латині — «Горілий»).
- Квінт Фабій Максим Рулійський, консул 322, 310, 308, 297 років до н. е., диктатор 325 року до н. е., принцепс сенату, переможець етрусків, самнітів, умбрів у 322 та 295 роках до н. е.
- Нумерій Фабій Бутеон, консул 247 року до н. е.
- Марк Фабій Бутеон, консул 245 року до н. е
- Квінт Фабій Максим Кунктатор, консул 233, 228, 215, 214, 209 роки до н. е., диктатор 221, 217 років до н. е., цензор 230 року до н. е., принцепс сенату.
- Квінт Фабій Лабеон, консул 183 року до н. е., отримав тріумф у 189 року до н. е., відомий юрист, займався просвітою.
- Квінт Фабій Бутеон, претор 181 року до н. е.
- Квінт Фабій Максим Алоброзький, консул 121 року до н. е., переможець алоброгів, арвенів, рутенів, цензор 108 року до н. е.
- Квінт Фабій Максим, консул-суффект 45 року до н. е., легат Гая Юлія Цезаря.
- Марк Фабій Африкан, консул 10 року до н. е.
- Павло Фабій Персік, консул 34 року н. е.
- Квінт Фабій Піктор, відомий давньоримський історик III століття до н. е.